# Kryptologi
Kryptologi er læren om hemmeligholdelse af information. Ordet stammer fra græsk og består af kryptos der betyder hemmelig, og -logi der er betyder "læren om", ergo læren om det hemmelige.
Kryptologi omfatter i dag et væld af emner, herunder:
- Steganografi, at skjule beskeder.
- Kryptosystemer, samlede systemer til transmission af information, herunder
  - Kryptografi, hovedemnet inden for kryptologien, herunder
    - Kryptering, kunsten at omdanne information med en kryptografisk algoritme, så den bliver ulæselig for tredjepart.
    - Kryptoanalyse, kunsten at få fat i den oprindelige besked ud fra den krypterede, uden at kende krypteringsnøglen.
    - Nøgledistribution, problematikken med at distribuere nøgler til de rette modtagere.

  - Identifikation (eng. authentication), at verificere at en part er den vedkommende giver sig ud for.
  - Dataintegritet, at verificere at transmitterede eller lagrede data ikke er ændret, herunder
    - Digitale fingeraftryk, at verificere at data ikke er ændret
    - Message authentication codes, at verificere at data ikke er ændret samt afsenderen
    - Digitale signaturer, at "underskrive" elektroniske dokumenter.

- Mere eksotiske emner som
  - Secret Sharing (deling af hemmeligheder)
  - Sikker distribueret beregning (eng. secure multiparty computation), at dele en beregningsopgave mellem flere parter på sikker vis.
  - Vidensløse beviser (eng. zero-knowledge proofs), at bevise at man besidder en viden uden at afsløre hvad det er.

Til brug for disse områder benytter kryptologien sig af en række værktøjer som
- Hashfunktioner
- Pseudo-tilfældige tal

## Kryptologiens historie
Dette afsnit eller denne liste er kun påbegyndt. Hvis du ved mere om emnet, kan du hjælpe Wikipedia ved at tilføje mere.

Kryptologi har været brugt hele vejen op gennem historien, og er en kamp mellem kodeskaberne (kryptograferne) og kodebryderne (kryptoanalytikerne).
- I det gamle Grækenland var blandt andet permutationskoder benyttet, ved hjælp af en skytale.
- En general i Romerriget sendte en hemmelig meddelelse ved at barbere alt håret af en slave, tatovere beskeden på hovedbunden, og derefter lade håret gro ud, og sende slaven af sted (et eksempel på steganografi).
- Cæsaralgoritmen er et klassisk eksempel på shift ciphers.

Den moderne kryptologi er baseret på avanceret matematik (især diskret matematik, talteori, gruppeteori, lineær algebra, sandsynlighedsregning og informationsteori), og kræver computere (og dermed kendskab til beregningskompleksitet, algoritmer mm.) for at kode og afkode meddelelser. Desuden har man ved hjælp af fundamentale fysiske principper skabt ubetinget sikre kommunikationskanaler. Det ser også ud til at kodeskaberne er betydeligt foran kodebryderne.